# Thomas J. Euteneuer
Padre Thomas J. Euteneuer (nació en Detroit, Míchigan en 1962) es un sacerdote católico estadounidense. Ha sido presidente de la organización provida Human Life International (HLI), desde 2000 hasta agosto de 2010.
Euteneuer nació en Detroit, Míchigan, en 1962, el cuarto de siete hermanos del matrimonio entre Joseph y Mariann Euteneuer. Tiene el grado académico de Bachiller en Filosofía por la Universidad de Notre Dame en Indiana así como la licenciatura en Teología Bíblica de la Pontificia Universidad Gregoriana en Roma, Italia. Habla español de forma fluida.
Estando en la universidad, Euteneuer participó en el Programa de Candidatos a Oficial de los Marine Corps, asistió a un "boot camp" en la base de Quantico, Virginia, graduándose como el mejor de su compañía. Bajo la creencia de que el Señor lo estaba llamando para el sacerdocio y no para la vida militar Euteneuer ingresó a un seminario. Después de su ordenación en 1988, Euteneuer fue sacerdote parroquial en cinco parroquias de la Diócesis Católica de Palm Beach, Florida, secretario del obispo diocesano, director de vocaciones, y moderador espiritual de la "Respect Life Office" diocesana. 
Su actividad provida comenzó en sus primeros años como sacerdote con oraciones de vigilia, peregrinaciones, manifestaciones en las clínicas de aborto, aconsejando a las personas en la calle (sidewalk counseling) y estableciendo un centro para las crisis en el embarazo (crisis pregnancy center) frente a una clínica de abortos en 1999.
Desde que fue designado presidente de HLI, Euteneuer ha aparecido muchas veces en EWTN y en otros medios televisivos locales, tanto a nivel nacional como internacional. Ha sido publicado en Human Events y National Catholic Register y recientemente ha sido premiado con el premio "John Cardinal O’Connor Award for Life from Legatus". 